# Nia Ramadhani
 (juillet 2023).
Prianti Nur Ramadhani, née le 16 avril 1990 à Jakarta, est une actrice et modèle indonésienne.

## Biographie
Nia Ramadhani est entrée dans l'industrie du divertissement en tant que danseuse en 1995. Elle a commencé à jouer en 2004, lorsqu'elle a eu un rôle principal dans Bawang Merah Bawang Putih aux côtés de Dimaz Andrean et Revalina S. Temat,. En 2007, elle était apparue dans plus de dix feuilletons et aussi dans des films.
En 2007, elle a eu un rôle principal dans le film d'horreur Suster Ngesot dirigé par Arie Aziz.
En 2008, elle a joué dans le film d'horreur Hantu Jembatan Ancol, où elle devait apparaître en bikini. Sa mère a désapprouvé quand elle a vu la scène. La même année, elle joue dans Kesurupan.
Elle a pris sa retraite du show business peu de temps après son mariage en 2010, mais après la naissance de son premier enfant en 2012, elle a joué un rôle principal dans la série télévisée dramatique de 2013 Putri Nomer Satu. Elle est revenue en 2018.

## Vie personnelle
Le 1er avril 2010, elle s'est mariée avec Ardie Bakrie, le fils du politicien et entrepreneur indonésien Aburizal Bakrie. Elle a pris sa retraite du show business peu de temps après et a changé son nom en Ramadhania Ardie Bakrie. Ils ont trois enfants.
Elle et son mari ont été arrêtés en juillet 2021 avec leur chauffeur, et tous les trois ont été accusés d'avoir enfreint les lois sur les stupéfiants. Nia Ramadhani a admis avoir commencé à consommer de la méthamphétamine alors qu'elle travaillait comme actrice et en avoir consommé à plusieurs reprises depuis la mort de son père en 2014. En janvier 2022, tous les trois ont été condamnés à un an de prison. Les procureurs avaient demandé un traitement obligatoire contre la toxicomanie.